# 傔仗
傔仗（けんじょう）とは、律令制の日本において辺境の官人に与えられ、護衛の任についた武官のこと。

## 概要
和銅元年（708年）初見。古代の傔人が制度化されたものと考えられ、雑任として式部省により判補された。その処遇は史生に準じ、交替勤務を行う内分番を採り課役が免ぜられ職分田）と事力が支給された。官位相当はないが、6年分の評価に基づき叙位が行われた。所属する官司は時代により様々であるが、初見時には、大宰帥に8人、大宰大弐と尾張守に4人、伊勢守・美濃守・越前守には2人が給されている。後に近江守、陸奥守、惣管、節度使、出羽守、陸奥按察使、鎮守将軍にも給されることとなった。